# Napatalun Perlambukan
Napatalun Perlambukan is een bestuurslaag in het regentschap Pakpak Bharat van de provincie Noord-Sumatra, Indonesië. Napatalun Perlambukan telt 391 inwoners (volkstelling 2010).